# 原子燃料工業
原子燃料工業株式会社（げんしねんりょうこうぎょう、英: Nuclear Fuel Industries,Ltd.）は、原子燃料の製造を行う企業。日本で唯一加圧水型・沸騰水型両方の燃料の成形加工を行うほか、高温ガス炉燃料や高速増殖炉部材の製造も行う。

## 主な事業
- 熊取事業所 - 〒590-0481 大阪府泉南郡熊取町朝代西一丁目950番地

当初は住友電気工業熊取製作所として発足。加圧水型原子炉（PWR）燃料の成形・加工を行う。
電子線照射による医療機器の滅菌や材料加工を取り扱うNFI照射サービス室を併設する。
- 東海事業所 - 〒319-1197 茨城県那珂郡東海村村松3135-41

沸騰水型原子炉（BWR）燃料・高温ガス炉燃料の製造。かつては新型転換炉（ATR）燃料の製造もおこなっていた。

## 歴史
- 1972年7月 - 住友電気工業と古河電気工業の原子燃料事業を統合し、原子燃料工業株式会社設立。
- 1980年1月 - 東海製造所操業開始。
- 1999年4月 - NFI照射サービス事業開始。
- 2009年5月 - 東芝グループのウェスティングハウス・エレクトリックが、住友電気工業と古河電気工業より株式を譲り受け、筆頭株主となる[2]。
- 2018年6月 - 東芝エネルギーシステムズ株式会社の完全子会社となる[3]。
- 2021年 - 子会社であった東邦エンジニアリング株式会社を吸収合併。

## 関連会社
- 東芝エネルギーシステムズ株式会社
- 株式会社原子力エンジニアリング

## 主な出来事
- 2023年11月22日、原子力規制委員会定例会で、熊取事業所の排気ダクト内部に約170キロのウラン粉末が、26年間にわたり溜まっていたことが報告された。外部への漏洩や、従業員への影響は確認されていないとされた[4]。